# Clubiona delicata
Clubiona delicata este o specie de păianjeni din genul Clubiona, familia Clubionidae, descrisă de Forster, 1979. Conform Catalogue of Life specia Clubiona delicata nu are subspecii cunoscute.